# Prémios do Cinema Europeu de 1999
A 12ª Edição dos Prémios do Cinema Europeu (em inglês: 12th European Film Awards) foi apresentada no dia 4 de dezembro de 1999, por Mel Smith e Carole Bouquet. Esta edição ocorreu em Berlim, Alemanha.

## Vencedores e nomeados
A cor de fundo       indica os vencedores.

### Melhor filme
| Filme               | Título no Brasil                                | Título em Portugal     | Diretor/Realizador                | Produção (país)                       |
| ------------------- | ----------------------------------------------- | ---------------------- | --------------------------------- | ------------------------------------- |
| Todo sobre mi madre | Tudo sobre Minha Mãe                            | Tudo sobre a Minha Mãe | Pedro Almodóvar                   | Espanha                               |
| Fucking Åmål        | Amigas de Colégio                               |                        | Lukas Moodysson                   | Suécia                                |
| Mifunes sidste sang | Mifune                                          | Mifune                 | Søren Kragh-Jacobsen              | Dinamarca                             |
| Moloch              | Moloch - Eva Braun e Adolf Hitler na Intimidade | Moloch                 | Alexandr Sokurov                  | Rússia / Alemanha                     |
| Notting Hill        | Um Lugar Chamado Notting Hill                   | Notting Hill           | Roger Michell                     | Reino Unido                           |
| Rosetta             |                                                 | Rosetta                | Jean-Pierre Dardenne Luc Dardenne | Bélgica                               |
| Sunshine            | Sunshine - O Despertar de um Século             | Sunshine               | István Szabó                      | Canadá / Hungria / Áustria / Alemanha |
| The War Zone        | Zona de Conflito                                | A Zona de Guerra       | Tim Roth                          | Reino Unido                           |

### Melhor ator
| Ator                 | Nacionalidade (país) | Filme                   | Título no Brasil                    | Título em Portugal |
| -------------------- | -------------------- | ----------------------- | ----------------------------------- | ------------------ |
| Ralph Fiennes        | Reino Unido          | Sunshine                | Sunshine - O Despertar de um Século | Sunshine           |
| Anders W. Berthelsen | Dinamarca            | Mifunes sidste sang     | Mifune                              | Mifune             |
| Rupert Everett       | Reino Unido          | An Ideal Husband        | O Marido Ideal                      | Um Marido Ideal    |
| Götz George          | Alemanha             | Nichts als die Wahrheit | A Verdade Sempre Triunfará          |                    |
| Philippe Torreton    | França               | Ça commence aujourd'hui | Quando Tudo Começa                  |                    |
| Ray Winstone         | Reino Unido          | The War Zone            | Zona de Conflito                    | A Zona de Guerra   |

### Melhor atriz
| Atriz           | Nacionalidade (país) | Filme                      | Título no Brasil         | Título em Portugal       |
| --------------- | -------------------- | -------------------------- | ------------------------ | ------------------------ |
| Cecilia Roth    | Espanha              | Todo sobre mi madre        | Tudo sobre Minha Mãe     | Tudo sobre a Minha Mãe   |
| Nathalie Baye   | França               | Une liaison pornographique | Uma Relação Pornográfica | Uma Ligação Pornográfica |
| Penélope Cruz   | Espanha              | La niña de tus ojos        |                          | A Menina dos Teus Olhos  |
| Émilie Dequenne | Bélgica              | Rosetta                    |                          | Rosetta                  |
| Iben Hjejle     | Dinamarca            | Mifunes sidste sang        | Mifune                   | Mifune                   |

### Melhor argumentista/roteirista
| Argumentista/Roteirista      | Nacionalidade (país)     | Filme         | Título no Brasil                    | Título em Portugal  |
| ---------------------------- | ------------------------ | ------------- | ----------------------------------- | ------------------- |
| István Szabó Israel Horovitz | Hungria · Estados Unidos | Sunshine      | Sunshine - O Despertar de um Século | Sunshine            |
| Saša Gedeon                  | Chéquia                  | Návrat idiota |                                     |                     |
| Ayub Khan-Din                | Reino Unido              | East Is East  |                                     | Tradição É Tradição |

### Melhor diretor de fotografia
| Diretor de fotografia            | Nacionalidade (país) | Filme                                | Título no Brasil                                | Título em Portugal |
| -------------------------------- | -------------------- | ------------------------------------ | ----------------------------------------------- | ------------------ |
| Lajos Koltai                     | Hungria              | La leggenda del pianista sull'oceano | A Lenda do Pianista do Mar                      | A Lenda de 1900    |
| Yves Cape                        | Bélgica              | L'Humanité                           | A Humanidade                                    |                    |
| Aleksey Fyodorov Anatoli Rodinov | União Soviética      | Moloch                               | Moloch - Eva Braun e Adolf Hitler na Intimidade | Moloch             |
| Jacek Petrycki                   | Polónia              | Günese yolculuk                      |                                                 |                    |

### Melhor documentário
| Documentário                       | Título no Brasil        | Título em Portugal      | Diretor/Realizador  | Produção (país) |
| ---------------------------------- | ----------------------- | ----------------------- | ------------------- | --------------- |
| Buena Vista Social Club            | Buena Vista Social Club | Buena Vista Social Club | Wim Wenders         | Alemanha        |
| Herr Zwilling und Frau Zuckermann  |                         |                         | Volker Koepp        | Alemanha        |
| La chaconne d'Auschwitz            |                         |                         | Michel Daeron       | França          |
| La commission de la vérité         | A Comissão da Verdade   |                         | André van In        | Bélgica         |
| Mein liebster Feind - Klaus Kinski | Meu Melhor Inimigo      |                         | Werner Herzog       | Alemanha        |
| Mobutu, roi du Zaïre               | Mobutu - Rei do Zaire   |                         | Thierry Michel      | Bélgica         |
| Pripyat                            |                         |                         | Nikolaus Geyrhalter | Áustria         |

### Filme revelação
| Filme        | Título no Brasil | Título em Portugal | Diretor/Realizador | Produção (país) |
| ------------ | ---------------- | ------------------ | ------------------ | --------------- |
| The War Zone | Zona de Conflito | A Zona de Guerra   | Tim Roth           | Reino Unido     |

### Prémio FIPRESCI
| Filme                       | Título no Brasil    | Título em Portugal | Diretor/Realizador | Produção (país) |
| --------------------------- | ------------------- | ------------------ | ------------------ | --------------- |
| Adieu, plancher des vaches! | Adeus, Lar Doce Lar | Adeus, Terra Firme | Otar Iosseliani    | França          |

### Melhor curta-metragem
| Curta-metragem           | Diretor/Realizador | Produção (país) |
| ------------------------ | ------------------ | --------------- |
| Benvenuto a San Salvario | Enrico Verra       | Itália          |
| La différence            | Rita Küng          | Suíça           |
| Senhor Jerónimo          | Inês de Medeiros   | Portugal        |
| Vacancy                  | Matthias Müller    | Alemanha        |
| Wanted                   | Milla Moilanen     | Finlândia       |

### Melhor filme não europeu
| Filme                  | Título no Brasil   | Título em Portugal    | Diretor/Realizador | Produção (país) |
| ---------------------- | ------------------ | --------------------- | ------------------ | --------------- |
| The Straight Story     | Uma História Real  | Uma História Simples  | David Lynch        | Estados Unidos  |
| American Beauty        | Beleza Americana   | Beleza Americana      | Sam Mendes         | Estados Unidos  |
| Boys Don't Cry         | Meninos Não Choram | Os Rapazes Não Choram | Kimberly Peirce    | Estados Unidos  |
| Yi ge dou bu neng shao | Nenhum a Menos     | Nenhum a Menos        | Zhang Yimou        | China           |
| Phörpa                 | A Copa             | A Taça                | Khyentse Norbu     | Butão           |

### Prémio de carreira
- Ennio Morricone

### Prémio de mérito europeu no Cinema Mundial
- Antonio Banderas
- Roman Polański

### Prémio do Público
O vencedor dos Prémios Jameson Escolha do Público foram escolhidos por votação on-line.

#### Melhor realizador/diretor
| Realizador/Diretor | Nacionalidade (país) | Filme               | Título no Brasil     | Título em Portugal     |
| ------------------ | -------------------- | ------------------- | -------------------- | ---------------------- |
| Pedro Almodóvar    | Espanha              | Todo sobre mi madre | Tudo sobre Minha Mãe | Tudo sobre a Minha Mãe |

#### Melhor ator
| Ator         | Nacionalidade (país) | Filme      | Título no Brasil | Título em Portugal |
| ------------ | -------------------- | ---------- | ---------------- | ------------------ |
| Sean Connery | Reino Unido          | Entrapment | Armadilha        | A Armadilha        |

#### Melhor atriz
| Atriz                | Nacionalidade (país) | Filme      | Título no Brasil | Título em Portugal |
| -------------------- | -------------------- | ---------- | ---------------- | ------------------ |
| Catherine Zeta-Jones | Reino Unido          | Entrapment | Armadilha        | A Armadilha        |

## Netografia
- «Vencedores dos EFA 1999» (em inglês)
- «Nomeados para os EFA 1999» (em inglês)